# SOCIMI 821
Il Socimi Type 821-SMG è una pistola mitragliatrice sviluppata intorno al 1982 come progetto congiunto di due ditte italiane, e cioè la Società Costruzioni Industriali Milano S.p.A. (SOCIMI) e la Luigi Franchi S.p.A.
Quest'arma era in vendita fino al 1994, quando la SOCIMI chiuse in quanto implicata in Tangentopoli.

## Sviluppo
Nel 1983 la SOCIMI fece una joint-venture con la storica fabbrica d'armi Luigi Franchi S.p.A. per entrare nel mercato delle armi. I primi prototipi furono costruiti dalla Franchi, fino a che la SOCIMI non completò le attrezzature per iniziare la produzione serie.

### Descrizione
Nell'ambito del suo progetto la pistola mitragliatrice SOCIMI mod. 821 si rifà molto alla pistola mitragliatrice israeliana Uzi, sebbene differisca da questa in modo significativo nelle tecniche di costruzione utilizzate per produrre il comparto grilletto. Al posto dell'acciaio stampato i progettisti italiani utilizzarono leghe di alluminio forgiato.
Il calcio è tubolare e ripiegabile, simile alla UZI, di lunghezza 200 mm contro 180 mm, più confortevole. Mentre la UZI presenta il calcio in modo tale da essere utilizzato in combattimento ravvicinato, la SOCIMI Type 821-SMG non ha questa caratteristica.
La SOCIMI Type 821-SMG è più leggera della UZI, 2.450 g contro 3.500 g; lunghezza totale di 400 mm contro 470 mm e 600 mm con calcio esteso. La canna è più corta, 200 mm contro 260 mm. Conseguenza è la cadenza di tiro 550 c/min contro i 600 c/m con gittata di 150–200 m.
Un aspetto degno di nota di quest'arma è che una sua variante speciale venne progettata per sparare munizionamento senza bossoli, detto "caseless", solitamente associato ad un'altra pistola mitragliatrice italiana sperimentale, la Benelli CB-M2. Una versione di quest'arma era coperta da brevetto statunitense " US patent 4,895,064", rilasciato alla ditta SOCIMI nel 1990.
La pistola mitragliatrice SOCIMI 821 è un'arma a fuoco selettivo a massa battente e spara ad otturatore aperto.
Il selettore di fuoco è posto nella parte sinistra dell'arma sopra l'impugnatura, dietro la quale si trova una sicurezza automatica. Se questa non è adeguatamente schiacciata, l'arma non spara.

## Utilizzatori
La SOCIMI Type 821-SMG fu acquistata in poche unità dal Ministero dell'Interno e data in dotazione al Nucleo Operativo Centrale di Sicurezza della Polizia di Stato e altre non meglio definite unità militari.
La SOCIMI Type 821-SMG non divenne mai un'arma standard per nessuna forza armata italiana, dato che la SOCIMI fallì nel 1992 e la produzione finì. La Franchi, all'epoca di proprietà della SOCIMI, offrì per breve periodo la "Franchi LF-821" senza successo;  venne acquisita tempo dopo dalla Beretta.
Le SOCIMI Type 821-SMG vendute al ministero sono tenute in stock. Altri esemplari sono tenuti dalla Luigi Franchi S.p.A. e dalla Fiocchi Munizioni. L'esportazione non fu mai confermata; prima della bancarotta SOCIMI raggiunse un accordo con gli USA e la MTS Corporation a Filadelfia.
Prototipi furono la SOCIMI Type 821-5 Micro SMG, versione compact con lunghezza totale di 250 mm.

## Galleria d'immagini

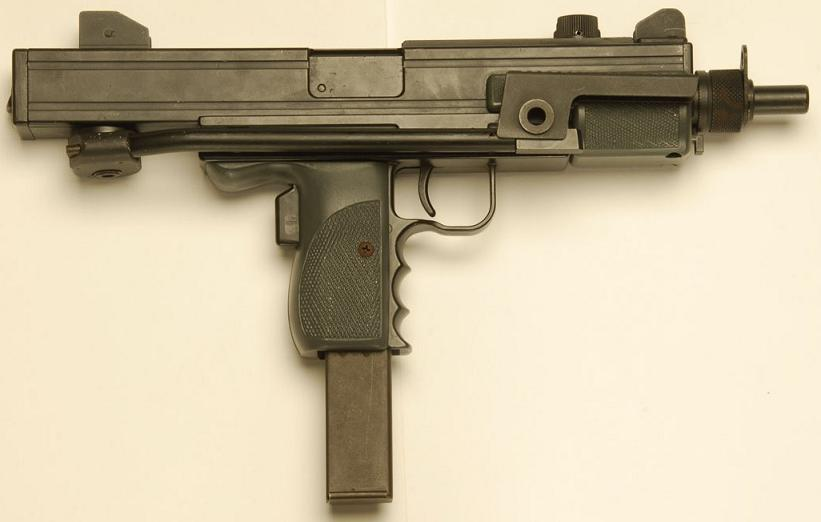
Con calcio retratto
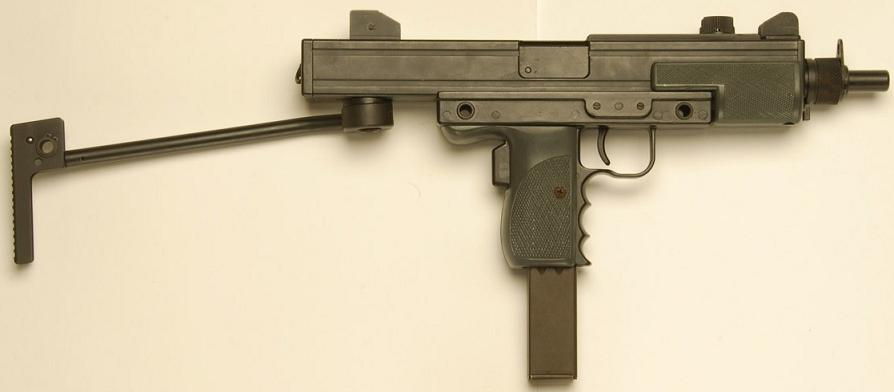
Con calcio esteso